# Hugo Orozco
Hugo Orozco Ocampo (... – settembre 2021) è stato un cestista messicano.

## Carriera
Con il Messico ha disputato i Giochi panamericani del 1955 e i Campionati mondiali del 1959.